# Blatnohrad

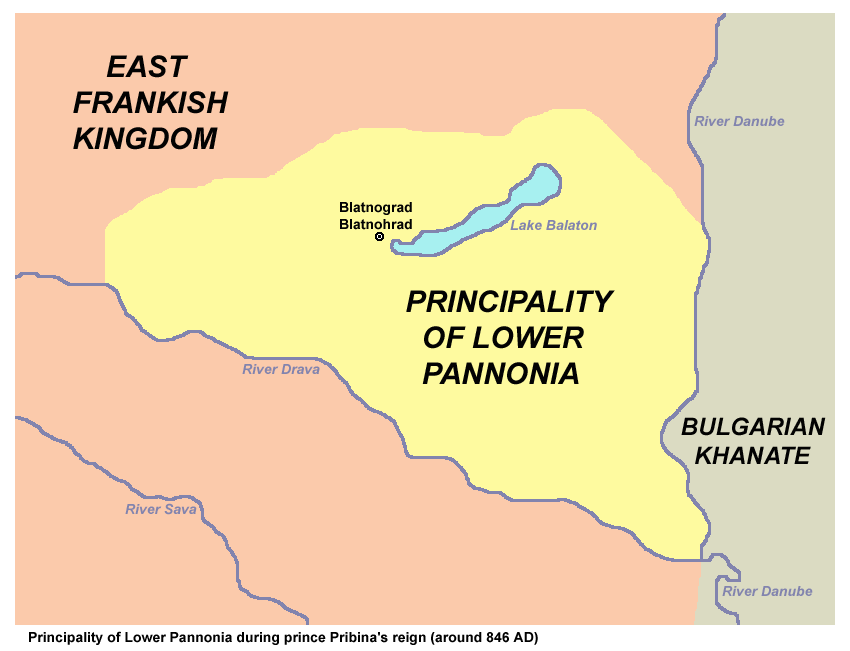
Księstwo Błatneńskie

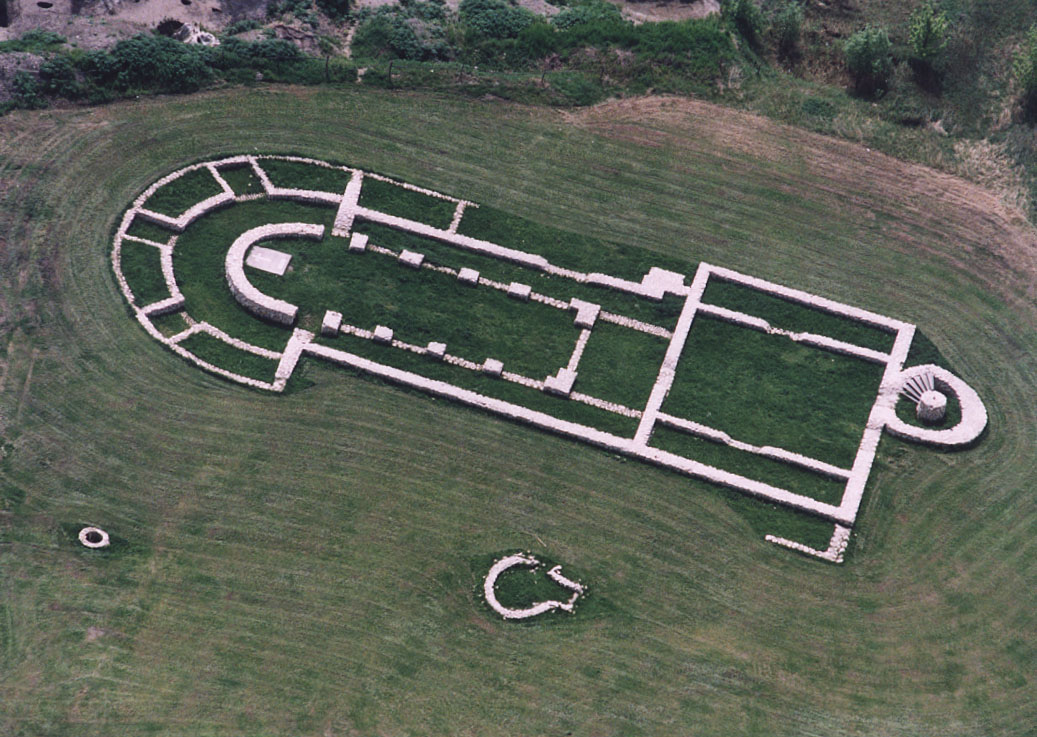
Ruiny bazyliki

Blatnohrad (późniejszy Mosaburg, Moosburg, dziś węgierska wieś Zalavár) – słowiański gród warowny założony przez księcia Pribinę w latach 839-847 jako stolica Księstwa Błatneńskiego. W 850 roku został w nim zbudowany i poświęcony pierwszy kościół św. Marii. Poświęcił go salzburski arcybiskup Liutprand. W 867 roku w Blatnohradzie zatrzymali się św. Cyryl i św. Metody. Misjonarze założyli w grodzie przykościelną szkołę, w której wykształcili pierwszych pięćdziesięciu słowiańskich uczniów. W 901 roku Blatnohrad został zdobyty przez Węgrów. W krótkim czasie już pod zmienioną nazwą Zalavár stał się centrum dawnego komitatu Zala. Był strategicznie ważną twierdzą. W 1702 roku twierdza Zalavár została zburzona z obawy przed jej zdobyciem przez Kuruców. Współcześnie wieś Zalavár liczy około 900 mieszkańców.